# Hot oder Schrott – Die Allestester
Hot oder Schrott – Die Allestester ist eine seit 2016 ausgestrahlte Fernsehsendung des deutschen Fernsehsenders VOX, in der Produkttester verschiedenste Produkte aus der ganzen Welt testen.
Off-Sprecher ist Robert Steudtner.

## Vorlage
Die Vorlage zu Hot oder Schrott war die britische Sendung Big Box Little Box, welche jedoch keinen großen Erfolg aufweisen konnte und nach sechs Folgen eingestellt wurde. Der Unterschied zum Original besteht darin, dass dem Testen der Produkte mehr Zeit gewidmet wird. Auch das Ziehen eines Fazits und das Erraten des Verkaufspreises erhielt in der Originalsendung keinen Platz.

## Ablauf
Zu Beginn eines Testzyklus erhalten die Produkttester die zu testenden Produkte. Diese finden sie wie ein Postpaket vor der eigenen Haustür.
Die Produkte können sowohl klein als auch groß und aus verschiedensten Kategorien sein, u. a. Spiele, Fahr-/Fortbewegungsmittel, Haushaltsgeräte, elektronische Geräte oder Beautyprodukte. Ein Produkt wird dabei von drei Produkttester-Teams unabhängig voneinander getestet. Nach einer ersten Begutachtung der Produkte, dem Verkünden von Erwartungen und einer ersten Inaugenscheinnahme wird das Produkt praktisch auf Herz und Nieren ausprobiert. Hierbei kann ebenfalls der Zusammenbau (bspw. bei Geräten) beurteilt werden sowie der Umgang, das Handling und/oder das Endergebnis des Produkts.
Ob die Produkte die Erwartungen der Produkttester-Teams erfüllen sowie die Gesamteinschätzung führen zu einer Bewertung der Teams: Ist das Produkt Hot oder Schrott? Weiterhin müssen die Teams zum Abschluss einschätzen, wie viel das Produkt kostet und wie sie das Preis-Leistungs-Verhältnis einschätzen.
Im Anschluss erfolgen weitere Testzyklen mit modifizierten Testteams und anderen Produkten.

## Produkttester
| Team                                            | Konstellation    | Wohnort    |
| ----------------------------------------------- | ---------------- | ---------- |
| Steffi und Roland Bartsch                       | Ehepaar          | Wuppertal  |
| Nicole & Detlef Steves                          | Ehepaar          | Moers      |
| Ingrid & Otto Kneidinger                        | Ehepaar          | Krefeld    |
| Kathrin & Andreas Sartorius                     | Ehepaar          | Jülich     |
| Matthias Mangiapane & Hubert Fella              | Ehepaar          | Hammelburg |
| Remo, Marietta, Ursula & Alexander 'Micky' Hopf | Familie          | Berlin     |
| Denise & Gino                                   | Freunde          | Köln       |
| Heike & Diana                                   | Geschwister      | Ulm        |
| Arne Löber, Timo, Bartje & Phillip              | Wohngemeinschaft | Köln       |
| Mathias Mester & Melanie                        | Geschwister      | Coesfeld   |
| Sybille & Marian Pogorzalek                     | Ehepaar          | Bottrop    |

## Ausstrahlung
Die Sendung startete im Januar 2016 um 19:10 Uhr. Bereits ein Jahr später erfolgte die Ausstrahlung zur Hauptsendezeit um 20:15 Uhr. Zuzüglich zu den regulär am Sonntagvorabend ausgestrahlten Einzelfolgen hat VOX die Sendung seit 2017 auch in unregelmäßigen Abständen am Montag- oder Dienstagabend im Programm, wobei es sich um Specials handelt, d. h. Zusammenschnitte alter Einzelfolgen sowie neuen Teilen, in welchen u. a. Kinder ältere Produkte testen.
Seit 2021 werden am Sonntagabend Promi-Specials gesendet.
Neben der Ausstrahlung im Fernsehen sind die Folgen online auf RTL+ abrufbar.

## Prominenten-Specials
Prominente aus TV, Entertainment und Sport stellen sich seit 2021 in Spezialfolgen ebenfalls Produkttests in ihren privaten vier Wänden. Hierzu gehören u. a. die folgenden Konstellationen:
- Désirée Nick und Kumpel Dirk
- Evelyn Burdecki und Kumpel Benjamin Manqad bzw. Saranda Nuha
- Frauke Ludowig und Sandra Kuhn
- Ginger und Bert Wollersheim
- Guildo Horn und sein musikalischer Leiter Addi Mollig
- Janine Pink und Melanie Müller
- Joey Heindle und Ramona Elsener
- Julian F.M. Stoeckel und seine Freundin Stefanie Simon
- Julius Brink und Paul Janke
- Mario Basler und seine Tochter Alisa
- Mirja du Mont und Anna Heesch
- Patricia Kelly mit ihren Söhnen Iggy und Alex
- Ralf Moeller und Heinz Cordes
- Reiner Calmund und seine Tochter Sandra
- Ross Antony und Ehemann Paul Reeves
- Sabrina Mockenhaupt und ihr Zwillingsbruder Markus
- Stefan Effenberg, Claudia Effenberg und Tochter Lucia Strunz
- Thorsten Legat und Detlef Steves
- Tobias Wegener und Hardo von der Höh
- Wolfgang Bosbach und seine Tochter Caroline
- Manuel Flickinger und seine Freundin Sonja Tolevski